# Marcin Żegocki
Marcin Żegocki herbu Jastrzębiec (zm. w 1635) – marszałek sejmu nadzwyczajnego w Toruniu w 1626 roku, marszałek sejmu nadzwyczajnego w Warszawie w 1632 roku, sędzia wschowski w latach 1620–1631, kasztelan przemęcki w 1631 roku, senator, sekretarz Zygmunta III Wazy.

## Życiorys
Syn Szymona. Studiował na Uniwersytecie w Ingolstadt w 1603 roku.
Uczestnik obrony chocimskiej hetmana Jana Karola Chodkiewicza w 1621 r.
Poseł województwa poznańskiego i województwa kaliskiego na sejm 1621 roku. Dwukrotnie marszałek sejmów Rzeczypospolitej Obojga Narodów: w Toruniu w 1626 i w Warszawie w 1632 r. Na sejmie w 1626 stanowczo przeciwstawił się projektom powołania "zastępcy" chorującego króla Zygmunta III Wazy. W 1626 roku jako poseł na sejm zwyczajny z województwa poznańskiego był deputatem Trybunału Skarbowego Koronnego. Jako poseł na sejm 1627 roku był deputatem do skarbu rawskiego. Jako poseł na sejm 1628 roku wyznaczony komisarzem do zapłaty wojsku. Jako poseł na sejm zwyczajny 1629 roku wyznaczony komisarzem do zapłaty wojsku koronnemu. Poseł z województw wielkopolskich na sejm nadzwyczajny 1632 roku. Był członkiem konfederacji generalnej zawiązanej 16 lipca 1632 roku. W czasie elekcji 1632 roku został sędzią generalnego sądu kapturowego. Był elektorem Władysława IV Wazy z województwa poznańskiego w 1632 roku, podpisał jego pacta conventa.
Poseł województwa poznańskiego i województwa kaliskiego na sejm 1624 roku, sejm zwyczajny i nadzwyczajny 1626 roku, sejm 1627, 1628 roku, sejm zwyczajny i nadzwyczajny 1629 rokum sejm 1631 roku. Jako senator był obecny na sejmach: 1632 (II), 1632 (III), 1633 i 1635 (I).
Pochowany w kościele w Sierakowie.
Ojciec Krzysztofa, "pierwszego partyzanta Rzeczypospolitej", później wojewody inowrocławskiego i biskupa chełmskiego.